# Liste während der Französischen Revolution hingerichteter Personen
Die folgende Liste während der Französischen Revolution hingerichteter Personen stellt eine Auswahl bekannter oder bedeutender Persönlichkeiten dar, die während der Revolution (1789 bis 1799) exekutiert wurden. Insgesamt wurden aber vermutlich weit über 20.000 Menschen hingerichtet (siehe dazu auch Terrorherrschaft für die Jahre 1793 und 1794). Viele der Opfer in Paris wurden auf den örtlichen Friedhöfen Cimetière de Picpus, Cimetière des Errancis und Cimetière de la Madeleine beerdigt.

## 1790
- 19. Februar – Thomas de Mahy de Favras (* 1744), Leutnant der Schweizergarde
- September – André Soret (* 17??), Soldat, als Haupträdelsführer der Meuterei in Nancy gerädert

## 1792
- 25. April – Nicolas Jacques Pelletier (* 1756?), frz. Straßenräuber, zu dessen Hinrichtung erstmals eine Guillotine verwendet wurde
- 3. September – Karl Josef Anton Leodegar von Bachmann (1734–1792), Kommandeur des Regiments der Schweizergarde
- 25. September – Jacques Cazotte (1719–1792), frz. Autor

## 1793

### 1. Quartal
- 21. Januar – Ludwig XVI. (* 1754), König von Frankreich

### 3. Quartal
- 17. Juli – Charlotte Corday (1768–1793), wegen ihres erfolgreichen Attentats auf Jean-Paul Marat
- 28. August – Adam-Philippe de Custine (* 1740), frz. General

### 4. Quartal
- 16. Oktober – Marie-Antoinette (1755–1793), Königin von Frankreich
- 31. Oktober – Jacques Pierre Brissot, genannt de Warville (* 1754), frz. Girondistenführer
- 31. Oktober – Armand Gensonné (* 1758), frz. Girondist (als einer von 22 im Nationalkonvent verhafteter Girondisten)
- 31. Oktober – Jean Duprat (* 1760), Girondist, Politiker, Abgeordneter
- 31. Oktober – Pierre Vergniaud (1753–1793), Redner der Girondisten
- 31. Oktober – Charles-Alexis Brûlart de Sillery (* 1737), Comte de Genlis; frz. General und Deputierter
- 31. Oktober – Jean-Baptiste Boyer-Fonfrède (* 1766), frz. Politiker
- 31. Oktober – Claude Fauchet (* 1744), frz. Bischof und Abgeordneter
- 3. November – Olympe de Gouges (1748–1793), frz. Revolutionärin und Frauenrechtlerin
- 4. November – Adam Lux (* 1765), deutscher Jakobiner und Abgeordneter der Mainzer Republik
- 6. November – Louis-Philippe-Joseph, duc d’Orléans (* 1747), gen. Philippe Égalité
- 8. November – Jeanne-Marie Roland de la Platière (* 1754), Madame Roland, frz. Revolutionärin und Schriftstellerin
- 12. November – Jean-Sylvain Bailly (1736–1793), frz. Astronom und erster Bürgermeister von Paris
- 15. November – Gaspard Jean-Baptiste de Brunet (* 1734), Général de division
- 17. November – Jean-Nicolas Houchard (1738–1793), frz. General
- 29. November – Antoine Barnave (* 1761), frz. Politiker, Revolutionär und Gegenrevolutionär
- 4. Dezember – Armand de Kersaint (1742–1793), frz. Seeoffizier und Politiker
- 5. Dezember – Jean-Paul Rabaut Saint-Étienne (* 1743), frz. Politiker
- 8. Dezember – Marie-Jeanne Bécu, comtesse du Barry (* 1743), Mätresse Ludwigs XV.
- 13. Dezember – Louis Marie Florent du Châtelet (* 1727), Diplomat aus dem Haus du Châtelet
- 21. Dezember – Jean-Antoine Grangeneuve (1751–1793), frz. Jurist und Politiker
- 31. Dezember – Armand-Louis de Gontaut, duc de Biron (* 1747), frz. General

## 1794

### 1. Quartal
- 3. Januar – Renaud-Philippe de Custine (* 1768), Sohn des Generals Adam-Philippe de Custine
- 4. Januar – Nikolaus von Luckner (1722–1794), dt.-frz. General
- 11. Januar – Antoine-Adrien Lamourette (* 1742), Theologe der Aufklärung, konstitutioneller Bischof von Lyon
- 21. Januar – 14 Märtyrer von Laval (* 1717 bis 1748), selige frz. Priester, darunter François Migoret-Lamberdière (* 1727)
- 5. Februar – Françoise Mezière (* 1745), Religionslehrerin und Krankenwärterin
- 24. März – Jacques-René Hébert (* 1757), frz. Revolutionär und Publizist
- 24. März – François-Nicolas Vincent (* 1767), frz. Revolutionär, Generalsekretär im Kriegsministerium
- 24. März – Johann Baptista von Cloots, genannt Anacharsis Cloots (1755–1794), dt. Baron, frz. Abgeordneter
- 24. März – Antoine-François Momoro (* 1756), Drucker und frz. Revolutionär
- 24. März – Charles Philippe Ronsin (1751–1794), Schauspieler, Autor, Politiker und General
- 25. März – Augustin-Joseph de Mailly (* 1708), Marschall von Frankreich

### 2. Quartal
- 1. April – Eulogius Schneider (1756–1794), Theologe und Politiker, Prokurator am Straßburger Revolutionstribunal
- 5. April – Georges Danton (* 1759), frz. Minister und Revolutionsführer
- 5. April – Camille Desmoulins (1760–1794), frz. Revolutionsführer
- 5. April – Jean-François Delacroix (* 1753), Mitstreiter von Danton
- 5. April – Marie-Jean Hérault de Séchelles (* 1759), Anwalt und Politiker, Präsident der Gesetzgebenden Versammlung, Mitglied des Wohlfahrtsausschusses
- 5. April – Fabre d’Églantine (* 1750), frz. Dramatiker und Revolutionär
- 5. April – François Chabot (* 1756), frz. Priester und Politiker
- 5. April – Junius Frey (1753–1794), böhmischer Jakobiner
- 5. April – Emmanuel Frey (* 17??), Bruder von Junius Frey
- 5. April – Pierre Philippeaux (1754–1794), frz. Jurist
- 5. April – François-Joseph Westermann (* 1751), Général de brigade
- 5. April – Claude Basire (* 1764), frz. Politiker
- 5. April – Joseph Delaunay (* 1752), frz. Politiker
- 5. April – Abbé d’Espagnac (* 1752), frz. Bankier
- 13. April – Lucile Duplessis (* 1770), Ehefrau von Camille Desmoulins
- 13. April – Jean Baptiste Joseph Gobel (1727–1794), ehemals Erzbischof von Paris, später Priester im „Tempel der Vernunft“
- 13. April – Arthur Dillon (* 1750), frz. General
- 13. April – Pierre-Gaspard Chaumette (1763–1794), frz. Politiker
- 18. April – Jean-Joseph de Laborde (* 1724), frz. Unternehmer und Bankier
- 22. April – Isaac René Guy Le Chapelier (* 1754), frz. Initiator des Gesetzes Le Chapelier
- 22. April – Jacques Guillaume Thouret (1746–1794), frz. Anwalt und Girondist
- 23. April – Chrétien-Guillaume de Lamoignon de Malesherbes (* 1721), frz. Staatsmann und Minister Ludwigs XV.
- 28. April – Charles Henri d’Estaing (* 1729), Admiral im Siebenjährigen Krieg und im Amerikanischen Unabhängigkeitskrieg
- 8. Mai – Antoine Laurent de Lavoisier (1743–1794), frz. Naturwissenschaftler, Hinrichtung zusammen mit den übrigen Generalsteuerpächtern
- 10. Mai – Madame Elisabeth (1764–1794), Schwester des Königs
- 27. Mai – Mathieu Jouve Jourdan (* 1746), frz. Revolutionär
- 17. Juni – Cécile Renault (* 1774), frz. mutmaßliche Attentäterin auf Maximilien Robespierre
- 19. Juni – Marguerite Élie Guadet (* 1758), frz. Revolutionsführer der Girondisten
- 25. Juni – Antoine Allut (1743–1794), frz. Glasmanufakteur, Advokat und Politiker
- 25. Juni – Charles Jean Marie Barbaroux (* 1767), frz. Gründer einer Widerstandsgruppe gegen die Bergpartei
- 27. Juni – Claude-Victor de Broglie (1756–1794), frz. Politiker und General
- 27. Juni – Philippe de Noailles, duc de Mouchy (* 1715), frz. General
- 27. Juni – Anne-Claude-Louise d’Arpajon, Duchesse de Mouchy (* 1729), erste Ehrendame der Königin, gen. Madame Etiquette, Ehefrau des vorigen
- 27. Juni – Simon Nicolas Henri Linguet (1736–1794), frz. Schriftsteller
- 30. Juni – Rozalia Lubomirska (* 1768), polnische Adelige aus dem Geschlecht der Chodkiewicz

### 3. Quartal
- 6. – 26. Juli – Märtyrinnen von Orange, 32 frz. Nonnen
- 7. Juli – Richard Mique (1728–1794), frz. Architekt der Königin
- 7. Juli – Aimar-Charles-Marie de Nicolaï (* 1747), frz. Beamter der königlichen Verwaltung
- 14. Juli – Jean-Frédéric Edelmann (* 1749), Vorsteher der Straßburger Jakobiner
- 17. Juli – Märtyrinnen von Compiègne (* 1715 bis 1766), 16 selige frz. Karmelitinnen, darunter Charlotte Thouret (1715–1794)
- 22. Juli – Cathérine-Françoise-Charlotte de Cossé-Brissac, Duchesse de Noailles (* 1724), Witwe des Marschalls de Noailles
- 22. Juli – Henriette Anne Louise d’Aguessau (* 17??), Schwiegertochter der vorigen
- 22. Juli – Louise, Vicomtesse de Noailles (* 1758), Tochter der vorigen
- 23. Juli – Alexandre de Beauharnais (1760–1794), frz. General, Ehemann der Joséphine
- 23. Juli – Friedrich III. zu Salm-Kyrburg (* 1745), Reichsfürst, Bruder der Amalie Zephyrine zu Salm-Kyrburg und des Moritz zu Salm-Kyrburg (Befehlshaber der Hussards de Salm-Kirburg in der Armee der Emigranten)
- 25. Juli – André Chénier (* 1762), frz. Dichter, Oper von Umberto Giordano
- 25. Juli – Friedrich von der Trenck (1727–1794), ehemaliger preußischer Offizier
- 26. Juli – Charles-François de Saint-Simon Sandricourt (* 1727), Bischof von Agde

Nach dem Sturz Robespierres:
- 28. Juli – Antoine de Saint-Just (1767–1794), Mitglied des Wohlfahrtsausschusses
- 28. Juli – Georges Couthon (* 1755), Mitglied des Wohlfahrtsausschusses
- 28. Juli – Maximilien de Robespierre (1758–1794), Mitglied des Wohlfahrtsausschusses
- 28. Juli – Augustin de Robespierre (* 1763), Abgeordneter des Nationalkonvents, Bruder des vorigen
- 28. Juli – François Hanriot (* 1759), frz. Revolutionär, Anführer von Horden in den Gefängnissen bei den Septembermorden und Kommandeur der Nationalgarde
- 28. Juli – Jean-Baptiste Fleuriot-Lescot (1761–1794), Bürgermeister von Paris
- 6. August – Jean-Baptiste Coffinhal (* 1762), Richter des Revolutionstribunals

### 4. Quartal
- 16. Dezember – Jean-Baptiste Carrier (1756–1794), frz. Revolutionär, Mitglied des Nationalkonvents; bekannt durch seine Massenertränkungen von Gefangenen in Nantes

## 1795
- 7. Mai – Antoine Quentin Fouquier-Tinville (* 1746), frz. Revolutionär und öffentlicher Ankläger des Revolutionstribunals
- 7. Mai – Pierre-Nicolas-Louis Leroy (1743–1795), frz. Revolutionär und Geschworener des Revolutionstribunals
- 7. Mai – Martial Herman (* 1759), Richter des Revolutionstribunals
- 16. Oktober – Joseph Le Bon (1765–1795), frz. Revolutionär und Vorsitzender des Revolutionstribunals von Cambrai

## 1796
- 29. Februar – François Athanase de Charette de la Contrie (* 1763), frz. Marineoffizier

## 1797
- 27. Mai – François Noël Babeuf (* 1760), frz. Journalist und Gründer des Geheimbunds der Verschwörung der Gleichen
- 27. Mai – Augustin Alexandre Darthé (* 1769), frz. Revolutionär und Beteiligter am Geheimbund der Verschwörung der Gleichen